# رونالد ريغان
رونالد ويلسون ريغان (بالإنجليزية: Ronald Reagan) (6 فبراير 1911 – 5 يونيو 2004) سياسي وممثل أمريكي راحل شغل منصب الرئيس الأربعين للولايات المتحدة في الفترة من 1981 إلى 1989. وقبل رئاسته كان حاكم ولاية كاليفورنيا الثالث والثلاثين بين عامي 1967 و 1975، بعد مسيرة كممثل في هوليوود ورئيس نقابة ممثلي الشاشة.
ترعرع ريغان في عائلة فقيرة في مدينة صغيرة شمال ولاية إلينوي، وتخرج من كلية يوريكا في عام 1932 وعمل مذيعًا رياضيًا في عدد من المحطات الإذاعية الإقليمية. انتقل إلى هوليوود في عام 1937، وأصبح ممثلا ولعب دور البطولة في عدد من الإنتاجات الكبيرة. انتخب ريغان مرتين كرئيس نقابة ممثلي الشاشة، وهي نقابة عمالية للممثلين، حيث عمل على استئصال النفوذ الشيوعي. انتقل إلى التلفزيون في الخمسينيات وكان متحدثا في مصانع جنرال إلكتريك. كان ريغان ديمقراطيا ليبراليا، إلا أن وجهات نظره تغيرت وأصبح محافظا وتحول إلى الحزب الجمهوري في عام 1962. ألقى ريغان خطابه، «الوقت المناسب للاختيار»، في انتخابات عام 1964 في دعمه لحملة باري غولدووتر الرئاسية، ما أكسبه اهتمام الناس كمتحدث محافظ. انتخب ريغان حاكما على ولاية كاليفورنيا في عام 1966. رفع ريغان الضرائب وحوّل عجز ميزانية الولاية إلى فائض، تحدى المتظاهرين في جامعة كاليفورنيا، وقاد قوات الحرس الوطني خلال فترة الاحتجاجات عام 1969، وأعيد انتخابه لهذا المنصب في عام 1970. وحاول الترشح عن الحزب الجمهوري لرئاسة الولايات المتحدة في انتخابات عامي 1968 و 1976 ولكنه لم ينجح؛ لكنه حقق نصرا ساحقا بعد أربع سنوات على رئيس البلاد وقتها جيمي كارتر، وأصبح أكبر الرؤساء الأمريكيين المنتخبين حتى ذلك الوقت.
تولى ريغان الرئاسة في عام 1981، وقام بتنفيذ مبادرات سياسية واقتصادية جديدة. وكون سياسات اقتصادية عن الموارد الجانبية، أطلق عليها اسم "ريغانوميكس"، والتي خفضت معدل الضرائب لتحفيز النمو الاقتصادي، والسيطرة على العرض النقدي للحد من التضخم، ورفع القيود الاقتصادية، وتخفيض الإنفاق الحكومي. نجا في ولايته الأولى من محاولة اغتيال، وقاد الحرب على المخدرات، وحارب عمال القطاع العام. على مدى فترتيه، شهد الاقتصاد انخفاضا في التضخم من 12.5٪ إلى 4.4٪، ومتوسط نمو سنوي للناتج المحلي الإجمالي الحقيقي بواقع 3.4؛ ساهم ريغان في تخفيض الإنفاق المحلي، والتخفيضات الضريبية، وزيادة الإنفاق العسكري، كما ساهم أيضا في زيادة النفقات الاتحادية بشكل عام، حتى بعد تعديل التضخم. ترشح ريغان مجددا لإعادة انتخابه، وقاد حملته على فكرة «الصباح في أمريكا»، وحقق فوزا ساحقا في عام 1984 كما حقق أكبر انتصار في المجمع الانتخابي في تاريخ البلاد. هيمنت الشؤون الخارجية على ولايته الثانية، بما في ذلك إنهاء الحرب الباردة، وقصف ليبيا، وقضية إيران كونترا. ووصف الرئيس ريغان علنا الاتحاد السوفياتي بأنه "إمبراطورية الشر"، وفي خطابه الشهير في بوابة براندنبورغ، تحدى الرئيس ريغان السكرتير العام السوفياتي ميخائيل غورباتشوف بأن «يهدم هذا الجدار!». وانتقلت سياسة الحرب الباردة من الانفراج إلى التراجع، من خلال تصعيد سباق التسلح مع الاتحاد السوفييتي خلال محادثاته مع غورباتشوف، والتي بلغت ذروتها في معاهدة القوات النووية المتوسطة المدى، مما أدى إلى تقليص الترسانة النووية للبلدين. أتت رئاسة ريغان خلال فترة انحسار الاتحاد السوفييتي، وسقط جدار برلين بعد عشرة أشهر فقط من انتهاء ولايته، وانهار الاتحاد السوفيتي في 26 ديسمبر 1991، بعد ما يقرب من ثلاث سنوات من ترك منصبه.
ترك ريغان منصبه في عام 1989، ونال نسبة موافقة قدرها ثمانية وستين في المائة، ولتماثل نسبة فرانكلين روزفلت (وبيل كلينتون في وقت لاحق)، كأعلى تصنيف للرؤساء الذين غادروا منصبهم في العصر الحديث. وكان أول رئيس منذ عهد دوايت أيزنهاور يتولى لفترتين كاملتين، بعد أن فشل خمسة رؤساء قبله في بذلك. خطط ريغان لينشط في الحياة العامة بعد الرئاسة، إلا أنه كشف في عام 1994 عن تشخيصه بمرض آلزهايمر في وقت سابق من ذلك العام، وظهر علنا للمرة الأخيرة في جنازة ريتشارد نيكسون؛ وتوفي بعد عشر سنوات في عام 2004 في سن الثالثة والتسعين. يعتبر ريغان أيقونة بين الجمهوريين، ويحظى بنظرة إيجابية في تصنيف المؤرخين بين رؤساء الولايات المتحدة، وشكلت فترة ولايته تحول التوجه السياسي في الولايات المتحدة نحو المحافظة.

## الحملة الانتخابية الرئاسية لعام 1976
في عام 1976، تحدى ريغان الرئيس وقتها جيرالد فورد في محاولة منه لجعل نفسه مرشح الحزب الجمهوري للرئاسة. لكن سرعان ما أظهر ريغان نفسه كمرشح عن الحزب المحافظ بدعم من منظمات لديها آلية التفكير ذاتها مثل اتحاد المحافظين الأمريكيين الذي أصبح عنصرًا أساسيًا في قاعدته السياسية لاحقًا، بينما اعتُبِر فورد من الجمهوريين الأكثر اعتدالًا.
اعتمدت حملة ريغان على الإستراتيجية التي وضعها مدير الحملة جون سيرز وذلك لضمان الفوز بعدد قليل من الانتخابات التمهيدية مبكراً وذلك لمنع الاحتمال القوي في ترشيح فورد. فاز ريغان وحصل على ولاية كارولينا الشمالية وتكساس وكاليفورنيا، لكن استراتيجيته تلك فشلت، إذ انتهى به الأمر بفقدان كل من نيو هامبشير وفلوريدا ومسقط رأسه إلينوي. أعادت حملة تكساس الأمل لريغان عندما حاز على 96 من المندوبين الذين تم اختيارهم في الانتخابات التمهيدية في الأول من مايو، مع ترقب أربعة آخرين في مؤتمر الولاية. يعود الفضل في هذا الفوز إلى ثلاثة رؤساء من بينهم إرنست أنجيلو وعمدة مدلاند وراي بارنهارت من هيوستن، وهم الذين عيّنهم ريغان -عند توليّه الرئاسة عام 1981- بمنصب رؤساء إدارة الطرق السريعة الفيدرالية.
ومع ذلك، مع اقتراب وضع اتفاقية الحزب الجمهوري، بدا فورد قريبًا من الفوز في الانتخابات. اختار ريغان السناتور المعتدل ريتشارد شويكر من ولاية بنسلفانيا لمنصب نائب الرئيس في حال تمّ ترشيحه. ومع ذلك، فاز فورد بأصوات 1,187 مندوب في حين حصل ريغان على 1,070 صوت. خسر فورد الانتخابات الرئاسية لعام 1976 أمام مرشح الحزب الديمقراطي جيمي كارتر.
أكد خطاب ريغان عن الامتيازات على مخاطر الحرب النووية والتهديد الذي يمثله الاتحاد السوفيتي. على الرغم من أنه خسر الترشيح، إلا أنه حصل على 307 صوت في نيو هامبشير و 388 صوت كمرشح مستقل في وايومنغ وعلى صوت انتخابي واحد في انتخابات نوفمبر من ولاية واشنطن، والتي فاز بها فورد على منافسه من الحزب الديمقراطي جيمي كارتر.
بعد الحملة، استمر ريغان في الجدال العام ضمن سلسلة تعليقات رونالد ريغان المُذاعة على الراديو إلى جانب لجنته للعمل السياسي -المواطنون من أجل الجمهورية- والتي أعيد إحياءها في الإسكندرية (فرجينيا) في عام 2009 من قِبَل كاتب السيرة الذاتية لريغان، كريغ شيرلي.

## الحملة الانتخابية الرئاسية لعام 1980
تميزت انتخابات عام 1980 الرئاسية بزعامة ريغان ضد الرئيس الحالي جيمي كارتر، وأجريت وسط العديد من المخاوف الداخلية إلى جانب قضية أزمة رهائن إيران. شددت حملة ريغان على بعض من مبادئه الأساسية من بينها: تخفيض الضرائب لدعم الاقتصاد والعمل على تقييد تدخل الحكومة في حياة الشعب والمطالبة بحقوق الولايات وتنظيم جبهة دفاع وطني قوي.
أطلق ريغان حملته مع توجيه اتهام للحكومة الفدرالية والتي يعتقد بأنها «مُبالغ بها». بعد حصوله على ترشيح من الحزب الجمهوري، اختار ريغان أحد خصومه في الانتخابات التمهيدية وهو جورج دبليو بوش ليكون زميلًا له. عززت ثقته بنفسه، خلال مناظرة ريغان-كارتر التي عُرضت على التلفاز في 28 أكتوبر، شعبيته بين الجمهور وساعدت على دعم وتحسين صورته في استطلاعات الرأي.
في 4 نوفمبر، فاز ريغان فوزًا ساحقًا على كارتر، إذ حصل على 44 ولاية وعلى 489 صوت انتخابي مقابل 49 صوت لكارتر في ست ولايات بالإضافة إلى العاصمة. فاز أيضًا في التصويت الشعبي بحصوله على نسبة 50.7% مقابل 41.0% لكارتر أما جون بي. أندرسون غير الحزبي فقد حصل على نسبة 6.6%. فاز الجمهوريون وحصلوا على أغلبية المقاعد في مجلس الشيوخ لأول مرة منذ عام 1952، على الرغم من احتفاظ الديمقراطيين بأغلبية المقاعد في مجلس النواب.

## سياسته الخارجية
وضع إستراتيجية منذ اليوم الأول لتوليه السلطة عام 1981، وقد تعرض في تلك السنة لمحاولة اغتيال فاشلة من المسلح جون هينكلي جونيور، وعن استراتيجيته أعلن أنه على الولايات المتحدة أن تستعيد معظم المواقع التي خسرتها في العالم جراء سياسة جيمي كارتر إبان الحرب الباردة مع الاتحاد السوفياتي، وبالفعل برزت قوة الولايات المتحدة كلها في عهده حتى نهاية ولايته الثانية عام 1989، فنجح باستعادة بنما وقناتها ونيكاراغوا وتشيلي وفي أفريقيا استعادت الولايات المتحدة أثيوبيا من منغيستو هيلا ميريام الماركسي وأنغولا من سامورا ميشيل المدعوم من فيديل كاسترو والسوفيات، ووضع في سلم أولوياته وبرامجه محاربة الاتحاد السوفييتي ومعاداة الشيوعية وتفكيك حلف وارسو وذلك بالتعاون مع دول أوروبية. وحقق معظم ما وعد به الأميركيين والحلفاء بشأن سياسته الخارجية.
- إيران-كونترا: أو قضية إيران غيت: وهي صفقة أسلحة بين إيران وإسرائيل عبر أمريكا، وتمويل قسم من أرباح الصفقة إلى (قوات الكونترا) المعارضة المسلحة لنظام حكم ساندينستا في نيكاراغوا. وتم استخدام الأسلحة في الحرب العراقية الإيرانية، وقد تم تمويل الصفقة بأموال إيرانية لشراء مخدرات وتسليمها لمنظمة كونترا المعارضة للحكومة النيكاراغوية ومن أرباح الصفقة تم شراء صواريخ إسرائيلية وتسليمها إلى إيران. فقد زودت إيران بالسلاح بما قيمته عدة مئات من ملايين الدولارات وشاركت في التركيب المعقد للأسلحة المستلمة من أمريكا مقابل إطلاق سراح الرهائن الأمريكان بلبنان، واستخدمت المكاسب المالية للعملية لتمويل الكونترا بنيكاراغوا [محل شك].

لقد هزت هذه الفضيحة إدارة ريغان هزة عنيفة بعد أن كشفتها الصحافة اللبنانية في نهاية 1986. وقد بدأت علاقة ريغان بقادة الثورة الإيرانية في خريف عام 1980 حين كان الرئيس الأمريكي كارتر يسبق ريجان في الاستطلاع الذي حدث قبل الانتخابات الأمريكية، حيث كان من الممكن أن يفوز كارتر بالرئاسة لو تم إطلاق سراح الرهائن الأمريكان في إيران، عندها تواطأ ريغان مع الإيرانيين من خلال مفاوضاته معهم لإطلاق سراح الرهائن، وتأجيل الإطلاق إلى ما بعد الانتخابات الأمريكية [بحاجة لمصدر].

### لبنان
اعتبار منظمة التحرير منظمةً إرهابية وعبئاً على لبنان، وقد عرَّضته لاجتياحات عسكرية إسرائيلية، مما استدعى إخراجها من بيروت وكافة المناطق عبر محادثات خاضَها السفير فيليب حبيب.
دخل ريغان في لبنان وغادرها تحت النيران بعد تدمير السفارة الأميركية وثكنات مشاة البحرية.
اتخذ موقفا ضد مشروع تقدمت به فرنسا لمطالبة إسرائيل بالانسحاب الكامل من لبنان، وطالب بإزالة الوجود الفلسطيني المسلح من بيروت وغيرها، غير أن مجلس الأمن صوت بقرار رقم 508، و509، مطالبا إسرائيل بالانسحاب من لبنان ووقف العمليات العسكرية، وتقدمت إسبانيا بمشروع قرار لإدانة إسرائيل لعدم تطبيقها القرارين، غير أن الولايات المتحدة استخدمت حق الفيتو ضد المشروع.

### ليبيا
فرض حصار على ليبيا واعتبرها من قوى الشر وأمر بالمناوشات الجوية البحرية مع ليبيا في خليج سرت، ثم عملية قصف طرابلس وبنغازي عام 1986.

### السعودية
عندما قررت السعودية عقد صفقة طائرات الإواكس، حذرت إدارة الرئيس ريغان من استعمال السعودية للطائرات ضد إسرائيل فأرسلت السعودية ضمانات أنها لن تستخدم الطائرات إلا لأغراض دفاعية

### علاقته مع إسرائيل
في سعيه لكسب الأصوات اليهودية حرص ريغان على زيادة الروابط مع المؤسسات اليهودية الصهيونية في الولايات المتحدة قبل موعد الانتخابات الرئاسية، وقام ريغان بتعيين اليهودي مارشال بيرغر مسؤولا عن التنسيق بين لجنة الحملة الانتخابية والمجموعات اليهودية في الولايات المتحدة، وعين اليهودي ألبرت شبيغل رئيسا لحملته الانتخابية، وأخذ شبيغل يعرض لليهود سجل ريغان المؤيد لإسرائيل، ومنها حضور ريغان تجمعات مؤيدة لإسرائيل خلال حرب الأيام الستة في عام 1967م، عندما كان حاكما لكاليفورنيا.
وخلال حملته الانتخابية زار ريغان المنظمة اليهودية بناي بريث في واشنطن في 3 أيلول 1980م، وألقى خطابا قال فيه: «إن إسرائيل ليست أمة فقط بل هي رمز ففي دفاعنا عن حق إسرائيل في الوجود إنما ندافع عن ذات القيم التي بنيت على أساسها أمتنا».
وبعد سقوط الشاه وقبل أنتخابات الرئاسة الأمريكية أدلى ريغان بتصريح إلى الواشنطن بوست في 15 أغسطس 1979م، جاء فيه: «إن أي منظمة إقليمية مؤيدة للغرب لن تكون لها أية قيمة عسكرية حقيقية دون أن تشترك إسرائيل فيها بشكل أو بآخر».
وكان أهم موضوع في الحملة الانتخابية للمرشح ريغان هو مزاعمه بعجز إدارة كارتر في تقدير أهمية (إسرائيل) كرصيد استراتيجي للولايات المتحدة في الشرق الأوسط، ففي مقالة له في الواشنطن بوست ذكر بأن وضع الولايات المتحدة ستكون أضعف في المنطقة بدون الأرصدة السياسية والعسكرية التي توفرها إسرائيل كقوة مستقرة وكرادع للهيمنة الراديكالية.

## معرض صور

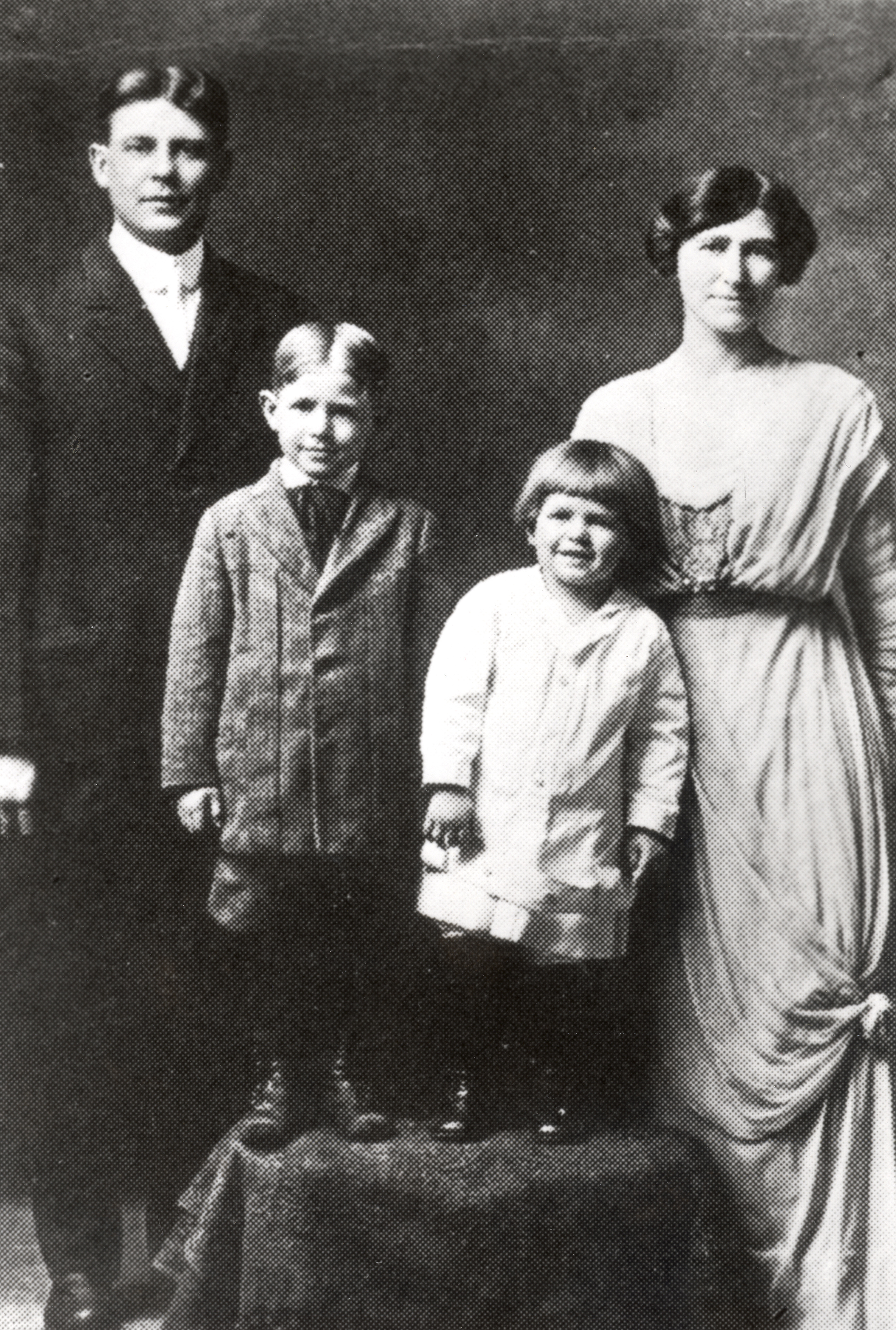
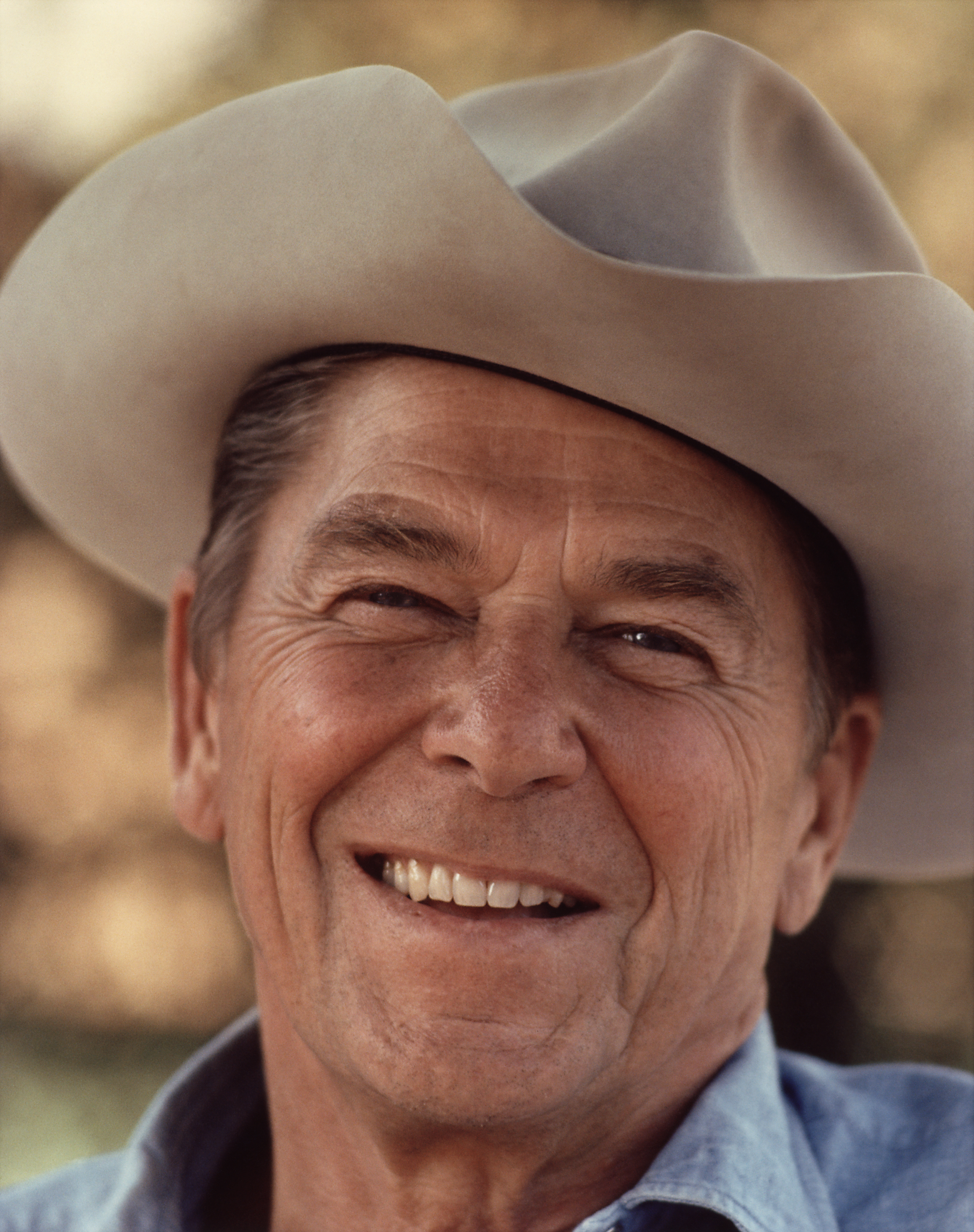
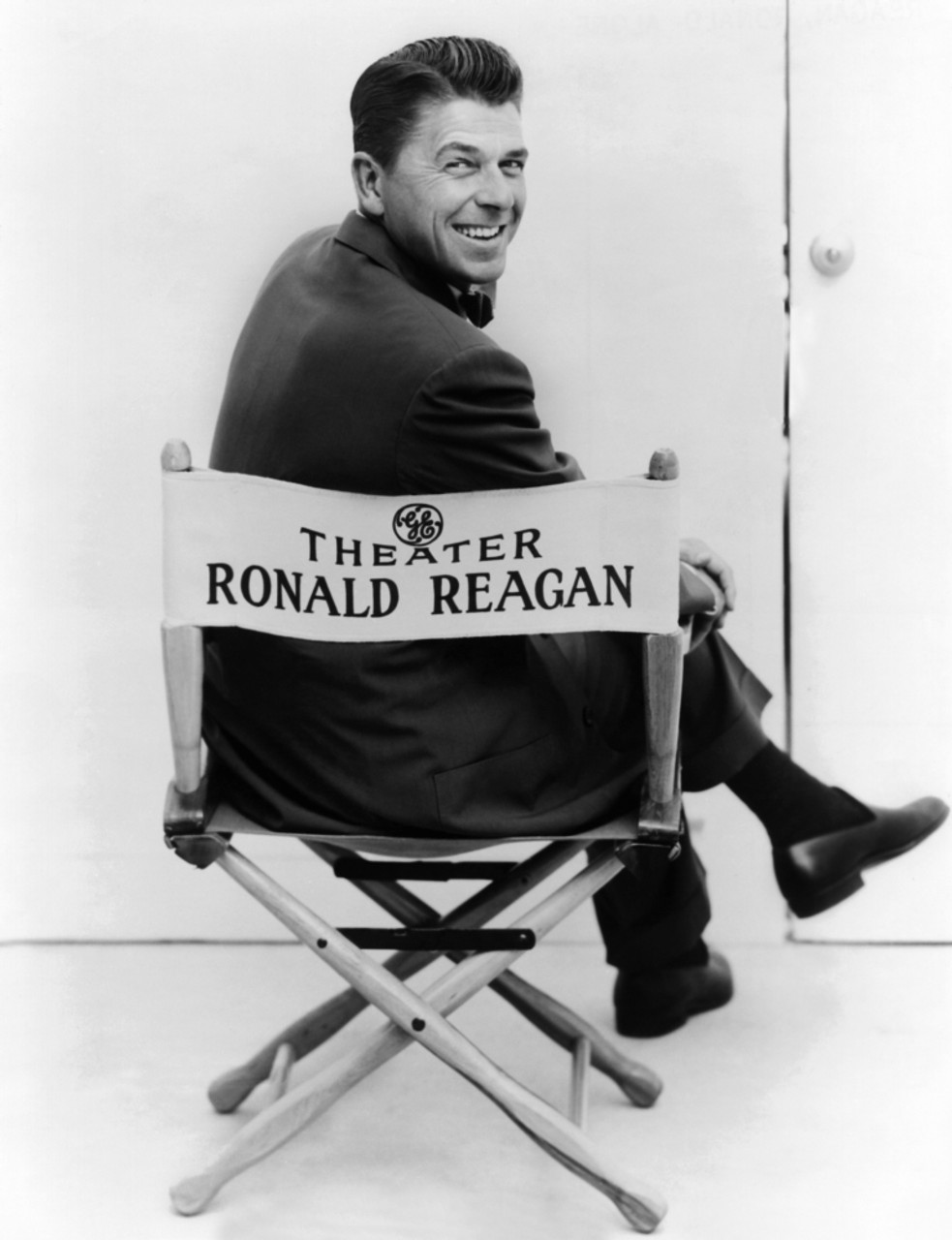
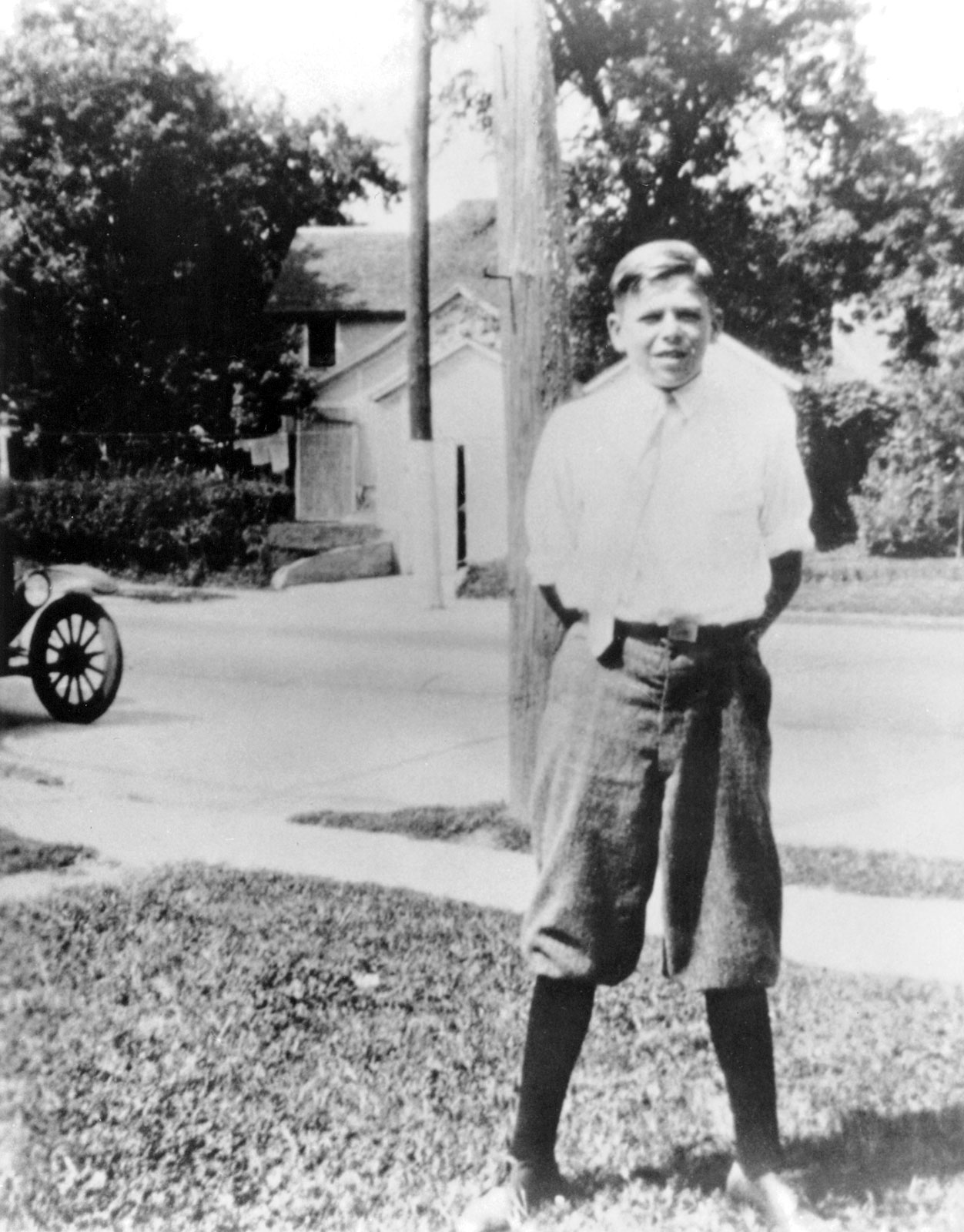

## روابط خارجية
- رونالد ريغان على موقع أوليمبيديا (الإنجليزية)
- رونالد ريغان على موقع IMDb (الإنجليزية)
- رونالد ريغان على موقع الموسوعة البريطانية (الإنجليزية)
- رونالد ريغان على موقع روتن توميتوز (الإنجليزية)
- رونالد ريغان على موقع مونزينجر (الألمانية)
- رونالد ريغان على موقع ألو سيني (الفرنسية)
- رونالد ريغان على موقع ميوزك برينز (الإنجليزية)
- رونالد ريغان على موقع أول موفي (الإنجليزية)
- رونالد ريغان على موقع قاعدة بيانات الأفلام السويدية (السويدية)
- رونالد ريغان على موقع إن إن دي بي (الإنجليزية)
- رونالد ريغان على موقع ديسكوغز (الإنجليزية)